# Châteauneuf-sur-Sarthe
Châteauneuf-sur-Sarthe är en kommun i departementet Maine-et-Loire i regionen Pays de la Loire i nordvästra Frankrike. Kommunen ligger i kantonen Tiercé som tillhör arrondissementet Segré. År 2018 hade Châteauneuf-sur-Sarthe 3 200 invånare.

## Befolkningsutveckling
Antalet invånare i kommunen Châteauneuf-sur-Sarthe
| Referens: INSEE |